# 波列琴斯科耶农村居民点
波列琴斯科耶农村居民点（俄语：Сельское поселение Пореченское）是俄罗斯联邦沃洛格达州瓦什金斯基区所属的一个农村居民点。其下辖有6个居民点，行政中心为邦加。据2015年统计，该农村居民点的人口为230人。